# Stu Grayson
Marc Dionne, meglio conosciuto con il ring name Stu Grayson (Victoriaville, 25 gennaio 1989), è un wrestler canadese, sotto contratto con la All Elite Wrestling.
Precedentemente, ha lottato nel circuito indipendente, come Player Dos e faceva parte del tag team Super Smash Brothers con Player Uno.

## Titoli e riconoscimenti
- Alpha-1 Wrestling
  - Alpha-1 Wrestling Tag Team Championship (2) – con Player Uno
- Capital City Championship Combat
  - C4 Championship (1)
  - C4 Tag Team Championships (1) - con Thomas Dubois
- Chikara
  - Campeonatos de Parejas (1) – con Player Uno
  - Young Lions Cup VII (1)
- Combat Revolution Wrestling
  - CRW Interim Tag Team Championship (1) – con Player Uno
- Federation de Lutte Québécois
  - FLQ Heavyweight Championship (2)
- International Wrestling Syndicate
  - IWS World Tag Team Championship (1) – con Player Uno
- Lucha Toronto
  - Royal Canadian Tag Team Championship (1) - con Evil Uno
- North Star Pro Wrestling
  - NSPW Tag Team Championships (2) - con Evil Uno
- Pro Wrestling Guerrilla
  - PWG World Tag Team Championship (1) – con Player Uno
  - Dynamite Duumvirate Tag Team Title Tournament (ed. 2012) – con Player Uno
- Pro Wrestling Illustrated
  - 228° nella top 500 migliori wrestler singoli della PWI 500 (2020)
- Queen Street Entertainment
  - QSE Canadian Openweight Championship (1)
- Smash Wrestling
  - F8tful Eight Tournament (2018) - con Player Uno
- SoCal Uncensored
  - Match of the Year (2012) - con Player Uno vs. Future Shock e gli Young Bucks
  - Tag Team of the Year (2012) – con Player Uno
- Squared Circle Wrestling
  - 2CW Tag Team Championship (1) – con Player Uno